# Ludwig Johann Müller
Ludwig Johann Müller, Ananym Rellüm (* 10. Mai 1842 in Sondermühlen, Königreich Hannover; † um oder nach 1928) war ein deutscher Kaufmann, Unternehmer und Jagd-Schriftsteller.
Er war zeitweilig als Kaufmann in den Niederlanden tätig, bevor er nach Deutschland zurückkehrte und ab 1863 als kaufmännischer und technischer Leiter einer Fabrik in Magdeburg arbeitete. Dort gründete er 1870 ein eigenes Unternehmen.
Müller arbeitete zudem als Mitarbeiter von verschiedenen Jagdzeitschriften. Um 1928 lebte er in Magdeburg.

## Schriften (Auswahl)
- Carl Rellüm: Humoristische Erzählungen aus dem Jägerleben. 2 Bände, Selbstverlag, Magdeburg 1901/1907.
- Ungefragte Stimmen. Philosophische und lyrische Gedichte. Von Herbert-Ludwig. Pierson (Lincke), Dresden / Leipzig 1903.
- Die Venus von Milo. Von Herbert Ludwig. Pierson, Dresden 1904.
- Lieder, die Euch selber eigen. Herbert Ludwig. Volger, Leipzig-Gohlis 1907.
- Im Wald und auf der Heide. Jagdgeschichten. Haller, Aschersleben 1912. / 2. Auflage, Wolf, Magdeburg 1918. (Inhaltsverzeichnis bei der Deutschen Nationalbibliothek)
- Börsenblatt-Ersatz. Stiftungsfest-Nummer des Breslauer Buchhändler-Vereins. Jahrgang 1, Nr 1 / Unverantwortliche Schriftleitung: Carl Rellüm. Vogel & Mann, Breslau 1924.